# Handley Page Hermes
Die Handley Page Hermes war ein viermotoriges Verkehrsflugzeug des britischen Herstellers Handley Page. Der kurz nach dem Zweiten Weltkrieg gebaute Flugzeugtyp bot Platz für bis zu 82 Passagiere.

## Geschichte
Die Handley Page Hermes war die zivile Version der Handley Page Hastings. Beide Versionen waren viermotorige Ganzmetallflugzeuge und als Tiefdecker ausgelegt, der über eine Druckkabine verfügte. Ursprünglich sollte das Zivilflugzeug zuerst herausgebracht werden. Als der Prototyp H.P.68 Hermes I bei seinem Erstflug am 2. Dezember 1945 abstürzte, musste dieser Plan aufgegeben werden.
Der zweite Prototyp H.P.74 Hermes II erhielt einen verlängerten Rumpf und flog erstmals am 2. September 1947. Das Serienmodell H.P.81 Hermes IV wurde durch vier Bristol-Hercules-763-Motoren mit 1.570 kW angetrieben und war mit einem Bugradfahrwerk ausgestattet, während die schwächer motorisierten Prototypen und die Hastings noch mit einem Spornradfahrwerk ausgestattet waren.
Die 25 produzierten Hermes IV wurden ab August 1950 an die Fluggesellschaft BOAC ausgeliefert und vornehmlich in West- und Südafrika eingesetzt. Die Flugzeuge beendeten ihren Dienst bei BOAC bereits definitiv im Dezember 1954, nachdem einige wegen des Flugverbots für die Comet nach ihrer Stilllegung im Jahr 1952 nochmals in Betrieb genommen worden waren. Die Flugzeuge beendeten ihre Karriere in den 1960er-Jahren bei Airwork Services, Britavia, Silver City Airways, Skyways Limited oder als letzte 1964 bei Air Links.
Das letzte Flugzeug war der Prototyp der Hermes II, welcher bis 1969 im Dienste des Royal Radar Establishment flog.

## Versionen
- H.P.68 Hermes I – 1 Prototyp
- H.P.74 Hermes II – 1 Prototyp

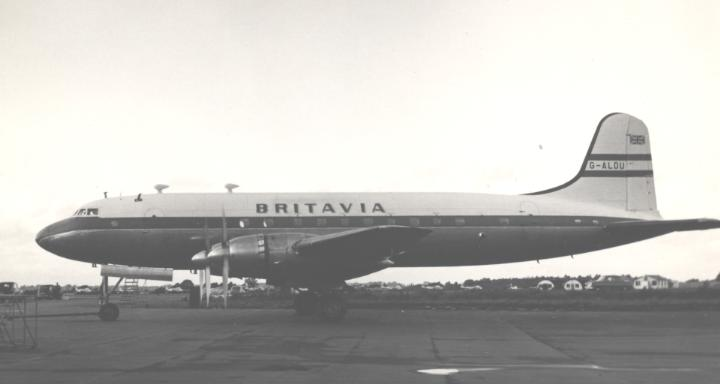
Hermes IV der Britavia, Blackbushe 1954

- H.P.81 Hermes IV – 25 Serienmaschinen
  - Hermes IV A – umgebaute Hermes IV mit vier Bristol-Hercules-773-Motoren
- H.P.82 Hermes V – 2 Prototypen mit Bristol-Theseus-Turbopropantrieben

## Zwischenfälle
Vom Erstflug am 2. Dezember 1945 bis zum Betriebsende 1969 kam es mit HP. Hermes zu 12 Totalschäden von Flugzeugen. Bei 5 davon kamen insgesamt 20 Menschen ums Leben. Vollständige Liste:
- Am 2. Dezember 1945 stürzte der Prototyp der Handley Page Hermes 1 des britischen Herstellers Handley Page Aircraft Company (G-AGSS) bei seinem Erstflug ab. Die Maschine schlug 5 Kilometer vom Werksflugplatz Radlett (England) entfernt auf. Ursache war eine falsche Ausbalancierung des Höhenruders, die zu taumelnden Flugbedingungen führte, welche die Piloten die Kontrolle verlieren ließen. Beide Piloten, die einzigen Insassen auf dem Testflug, kamen ums Leben.[2]

- Am 10. April 1951 wurde mit einer Hermes V des britischen Ministry of Supply (Luftfahrzeugkennzeichen G-ALEU) ein Testflug durchgeführt, auf dem nacheinander drei der vier Triebwerke versagten. Eine Notlandung erfolgte auf einem durchnässten Feld nahe Chilbolton. Alle fünf Insassen überlebten.[3]

- Am 26. Mai 1952 verirrte sich die Besatzung einer Hermes IV der britischen British Overseas Airways Corporation (BOAC) (G-ALDN) auf einem Flug von Tripolis (Libyen) nach Kano (Nigeria) vollkommen. Kurz bevor der Treibstoff vollständig ausging, wurde eine Bauchlandung in der Wüste gemacht. Deren Position lag 114 Kilometer südsüdöstlich von Atar (Mauretanien), volle 2200 Kilometer westlich abseits der geplanten Kurslinie. Von den 18 Insassen, acht Besatzungsmitglieder und zehn Passagiere, wurde der Erste Offizier getötet.[4]

- Am 23. Juli 1952 machte eine Hermes IVA der britischen Airwork Services (G-ALDB) auf dem Weg von Blackbushe nach Ägypten eine Bruchlandung auf dem Flugplatz Pithiviers (Département Loiret, Frankreich), nachdem das Triebwerk Nr. 4 (rechts außen) ausgefallen war. Alle 70 Insassen, sechs Besatzungsmitglieder und 64 Passagiere, überlebten den Unfall.[5]

- Am 25. August 1952 mussten bei einer Hermes IVA der britischen Airwork Services (G-ALDF) auf einem Nachtflug von Blackbushe nach Malta die Triebwerke Nr. 2 (links innen) und Nr. 3 (rechts innen) aufgrund von Problemen abgestellt werden. Deshalb fiel die gesamte Stromerzeugung aus. Bald danach fielen auch die zwei verbliebenen äußeren Triebwerke Nr. 1 und Nr. 4 aus, wahrscheinlich durch einen Fehler des Flugingenieurs. Deshalb musste eine Notwasserung etwa 3 Kilometer westlich von Trapani (Sizilien, Italien) durchgeführt werden. Von den 57 Insassen kamen 7 ums Leben, sechs Passagiere und ein Besatzungsmitglied (siehe Flugunfall einer Handley Page Hermes der Airwork bei Trapani).[6]

- Am 4. März 1956 explodierte im vorderen Frachtraum einer Hermes IV der britischen Skyways (G-ALDW) auf dem Flughafen Nikosia (Zypern) eine Sprengladung. Die Maschine sollte mit 68 Passagieren nach England fliegen, war aber verspätet, weil einer der Piloten nicht geweckt worden war und sein Frühstück einnehmen musste, bevor er sich zum Abflug bereit machen konnte. Deshalb kamen Personen nicht zu Schaden. Das Flugzeug wurde irreparabel beschädigt.[7]

- Am 5. August 1956 verunglückte eine Hermes IVA der britischen Britavia (G-ALDK) bei der Landung auf der falschen Landebahn in Karatschi. Bei Wetterbedingungen unter den vorgeschriebenen Minimalwerten landeten die Piloten auf der viel zu kurzen Landebahn 08 des militärischen Flughafenteils Drigh Road Air Force Station statt auf der Landebahn 07 des Flughafens Karatschi (Pakistan). Beim Überrollen des Landebahnendes brach das Fahrwerk zusammen; die Maschine rutschte noch ein Stück auf dem Rumpf weiter und wurde irreparabel beschädigt. Ein beitragender Faktor war der defekte Scheibenwischer auf der Kapitänsseite bei dem Anflug in starkem Regen. Alle 72 Menschen an Bord überlebten, davon sechs leicht verletzt.[8][9]

- Am 5. November 1956 kollidierte eine Hermes IVA der Britavia (G-ALDJ) während des Anfluges auf Blackbushe mit Bäumen. Von den 80 Personen an Bord kamen 7 ums Leben.[10]

- Am 1. September 1957 musste eine Hermes IVA der britischen Airwork Services (G-AKFP) im Anflug auf den Flughafen Kalkutta-Dum Dum (Indien) aufgrund eines Schauers zunächst durchgestartet werden. Beim zweiten, radargeführten Anflug auf die Landebahn 01R schaltete der Kapitän die Lautstärke seines Funkempfängers aus, weil er nach Sicht landen wollte. Er landete jedoch auf der parallelen Landebahn 01L und kollidierte dadurch mit einer dort befindlichen Douglas DC-3 der Indian Airlines (VT-AUA). Diese wurde zerstört und alle 4 Besatzungsmitglieder, die einzigen Insassen, getötet. Alle 64 Insassen der Hermes, sechs Besatzungsmitglieder und 58 Passagiere, überlebten den Unfall. Das Flugzeug wurde irreparabel beschädigt (siehe auch Flugzeugkollision am Flughafen Kalkutta 1957).[11][12]

- Am 1. April 1958 stürzte eine Hermes IVA der britischen Skyways Ltd (G-ALDV) auf einem Testflug bei Meesden Green ab, 14 Kilometer nordwestlich des Startflughafens Stansted (England). Die Ursache des Unfalls war ein klemmendes Höhenruder. Dadurch hatten die Piloten keine Kontrolle mehr über das Flugzeug. Die Blockierung war auf einen kleinen Fremdkörper zurückzuführen, der in den Steuermechanismus eingedrungen war. Alleine im Heckrahmen des Wracks wurden noch 13 weitere lose Teile aufgefunden.[13] Alle 3 Besatzungsmitglieder, die einzigen Insassen, kamen ums Leben (siehe auch Flugunfall bei Meesden Green).[14]

- Am 8. März 1960 brach an einer Hermes IVA der britischen Skyways (G-ALDH) bei der Landung auf dem Flughafen London Heathrow (England) das rechte Hauptfahrwerk zusammen. Das Versagen war auf einen Bruch der Befestigungslaschen der Radiusstange am Hauptfahrwerksbeingehäuse zurückzuführen. Alle 6 Besatzungsmitglieder, die einzigen Insassen, überlebten den Unfall. Das Flugzeug wurde irreparabel beschädigt.[15]

- Am 9. Oktober 1960 überrollte eine Hermes IV der britischen Falcon Airways (G-ALDC) bei der Landung auf dem Flughafen Southend (Essex, UK) bei Aquaplaning-Bedingungen das Landebahnende. Das Flugzeug prallte gegen einen Erdwall am Rande des Flughafens. Bei der Berührung mit dieser Böschung brach die Bugradstrebe aus ihrer oberen Befestigung. Das Flugzeug kam auf einem angrenzenden Bahngleis zum Stillstand und wurde irreparabel beschädigt. Alle 76 Insassen, fünf Besatzungsmitglieder und 71 Passagiere, überlebten den Unfall. Es war der letzte Totalschaden einer Handley Page Hermes.[16]

## Technische Daten (Hermes IV)

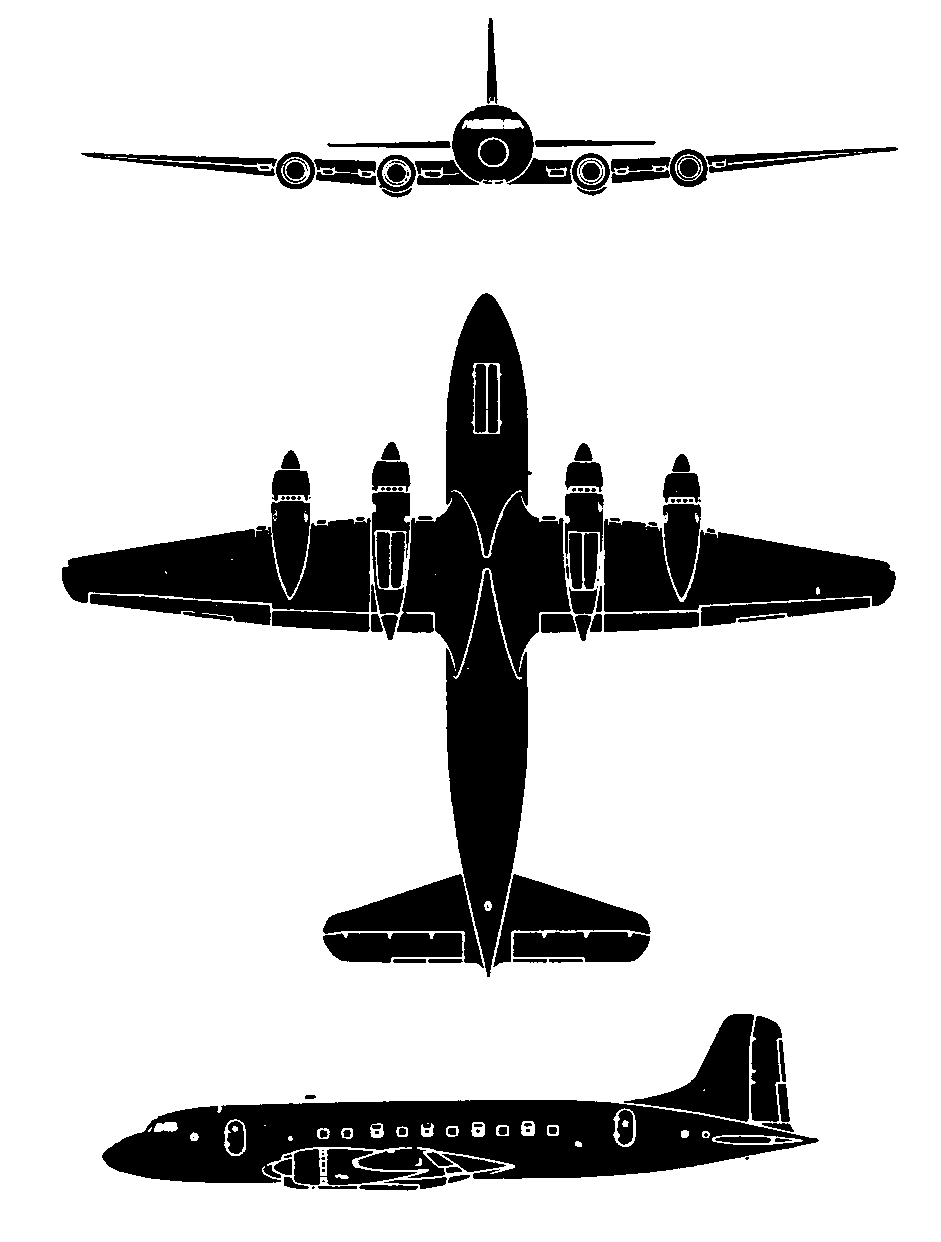
Hermes IV

| Kenngröße             | Daten                                                                |
| --------------------- | -------------------------------------------------------------------- |
| Besatzung             | 5                                                                    |
| Passagiere            | 40–82                                                                |
| Länge                 | 29,52 m                                                              |
| Spannweite            | 34,45 m                                                              |
| Höhe                  | 9,15 m                                                               |
| Flügelfläche          | 130,85 m²                                                            |
| Flügelstreckung       | 9,1                                                                  |
| Leermasse             | 25.159 kg                                                            |
| Startmasse            | 39.092 kg                                                            |
| Reisegeschwindigkeit  | 437 km/h                                                             |
| Höchstgeschwindigkeit | 567 km/h                                                             |
| Dienstgipfelhöhe      | 7.470 m                                                              |
| Reichweite            | 3.242 km                                                             |
| Triebwerke            | 4 × Sternmotoren Bristol Hercules-763 mit je 1.566 kW (ca. 2.130 PS) |